# Abgeordnetenkammer (Brasilien)
Die Abgeordnetenkammer Brasiliens (portugiesisch Câmara dos Deputados do Brasil) ist neben dem Bundessenat Teil der Legislative des Zweikammersystems in Brasilien, die zusammen den Nationalkongress bilden. Sie besteht aus 513 gewählten Abgeordneten.
Eine Amtszeit beträgt vier Jahre. Die Wahlen basieren auf einem komplexen Verhältniswahlrecht, bei dem Stimmen für eine Partei und Stimmen für Kandidaten dieser Partei zusammengezählt werden. Daraus werden die dieser Partei zustehenden Sitze ermittelt und die Kandidaten der jeweilige Partei mit den meisten Einzelstimmen kommen in die Abgeordnetenkammer. Die Sitze werden im Verhältnis zu den Einwohnerzahlen der Bundesstaaten verteilt, allerdings bekommt jeder Staat mindestens 8 Sitze und maximal 70 Sitze. Somit ist das System zugunsten der kleineren Staaten gewichtet. Dadurch hat ein Wähler aus dem kleinsten Bundesstaat Roraima etwa ebenso viel Einfluss wie acht bis neun Wähler aus São Paulo. Grundlage bildet die Brasilianische Verfassung von 1988 (Constituição Federal de 1988).

## Legislaturperioden
| lfd. | Legislaturperiode     | Dauer | Dauer                 |      |      |
| ---- | --------------------- | ----- | --------------------- | ---- | ---- |
| lfd. | Legislaturperiode     | 01    | 48. Legislaturperiode | 1987 | 1991 |
| 02   | 49. Legislaturperiode | 1991  | 1995                  |      |      |
| 03   | 50. Legislaturperiode | 1995  | 1999                  |      |      |
| 04   | 51. Legislaturperiode | 1999  | 2003                  |      |      |
| 05   | 52. Legislaturperiode | 2003  | 2007                  |      |      |
| 06   | 53. Legislaturperiode | 2007  | 2011                  |      |      |
| 07   | 54. Legislaturperiode | 2011  | 2015                  |      |      |
| 08   | 55. Legislaturperiode | 2015  | 2019                  |      |      |
| 09   | 56. Legislaturperiode | 2019  | 2023                  |      |      |
| 10   | 57. Legislaturperiode | 2023  | 2027                  |      |      |

## Abgeordnetenkammer 2015–2019 (55. Legislaturperiode)
Die Wahlen in Brasilien 2014 fanden am 5. Oktober 2014 statt.
Amtierender interimistischer Präsident, zuvor Erster Vizepräsident, war vom 5. Mai 2016 bis 14. Juli 2016 Waldir Maranhão von dem Partido Progressista (PP), der den vorherigen Präsidenten Eduardo Cunha nach dessen Amtsenthebung ersetzte. Als Erster Vizepräsident rückte gleichzeitig Fernando Giacobo von der Partido da República (PR) nach, zu Beginn der 55. Legislaturperiode Zweiter Vizepräsident. Am 14. Juli 2016 übernahm Rodrigo Maia von den Democratas (DEM) die Präsidentschaft und wurde für die Zeit 2017 bis 2019 wiedergewählt.
Die 55. Legislaturperiode dauerte vom 1. Februar 2015 bis 31. Januar 2019.

## Abgeordnetenkammer 2019–2023 (56. Legislaturperiode)
Die Abgeordnetenwahlen zur 56. Legislaturperiode fanden bei den Wahlen in Brasilien 2018 am 7. Oktober 2018 statt, bei der sämtliche 513 Abgeordneten zur Wahl standen. Die 56. Legislaturperiode dauert vom 1. Februar 2019 bis 31. Januar 2023. Erst am 1. Februar 2019 wurde ein neues Präsidium gebildet.
Mit Beginn der 56. Wahlperiode, am 1. Februar 2019, trat Rodrigo Maia seine dritte Amtszeit in Folge als Präsident der Kammer an, er war mit 334 Stimmen wiedergewählt worden. Abgelöst wurde er am 1. Februar 2021 durch Arthur Lira von den Progressistas (PP).
In der Abgeordnetenkammer stützt sich die Regierung Bolsonaros auf eine Koalition von insgesamt 14 Parteien, die ein breites politisches Spektrum aus sozialdemokratischen (SD), liberalen (PODE), liberal-konservativen (MDB, PTB), wirtschaftsliberalen (NOVO, PL), konservativen (DEM, PSD), nationalkonservativen (PP, PRTB), rechtsreligiösen (PRB, PSC), nationalistischen (PSL) und christlich-fundamentalistischen (PATRI) Programmen abdecken. Solch große Koalitionen sind in Brasilien nicht ungewöhnlich.
Zwei Parteien treten nach der Wahl 2018 inzwischen mit neuem Namen auf: der Partido da República (PR) als Partido Liberal (PL) und der Partido Popular Socialista (PPS) als Cidadania (CIDA). Die Democratas (DEM) und der Partido Social Liberal (PSL) fusionierten 2021 zur União Brasil (UNIÃO).

## Abgeordnetenkammer 2023–2027 (57. Legislaturperiode)
Die Wahlen zur Abgeordnetenkammer für die 57. Legislaturperiode waren Teil der Parlamentswahlen in Brasilien 2022 bei den Wahlen in Brasilien 2022 am 2. Oktober 2022.